# Agrana
Die Agrana Beteiligungs-AG (Eigenschreibweise: AGRANA) ist ein börsennotierter österreichischer Nahrungsmittel- und Industriegüterkonzern mit Sitz in Wien. Agrana erzeugt Fruchtzubereitungen und Fruchtsaftkonzentrate, Stärke und Bioethanol sowie Zucker. Die Produkte werden hauptsächlich an die weiterverarbeitende Industrie verkauft, im Endkonsumentengeschäft ist Agrana insbesondere durch die Marke „Wiener Zucker“ bekannt.

## Geschichte
Agrana wurde 1988 als Dachgesellschaft für die österreichische Zucker- und Stärkeindustrie gegründet. Sie betrieb anfangs drei Zuckerfabriken (Tulln, Leopoldsdorf bis 2025, Hohenau bis 2006), eine Kartoffelstärkefabrik in Gmünd sowie eine Maisstärkefabrik in Aschach.
Die Geschichte der einzelnen Produktionsstandorte des Unternehmens reicht aber weiter zurück: Jener in Leopoldsdorf wurde in den Jahren 1901 und 1902 zur Erzeugung von Rohzucker gegründet und 1925 zur Weißzuckerfabrik umgewandelt, die Produktionsstätte in Tulln wurde 1937 errichtet. Im Jahr 1974 erhielt das Unternehmen die Staatliche Auszeichnung und darf seither das Bundeswappen im Geschäftsverkehr verwenden.
Nach der Beteiligung an ungarischen Zucker- und Stärkefabriken 1990 erfolgte 1991 der Börsengang an der Wiener Börse. Es folgten weitere Beteiligungen in Tschechien, Ungarn, Slowakei, Rumänien und Österreich.
In den Jahren 2003 bis 2005 hat Agrana mehrere Firmen in den Branchen Fruchtverarbeitung und Saftkonzentrate gekauft (Steirerobst AG, Vallosaft, Wink, Atys) und somit einen neuen Geschäftsbereich aufgebaut. Grund für diese weitere Diversifizierung waren kartellrechtliche Wachstumsgrenzen und die Veränderung der Europäischen Zuckermarktordnung.
Am 29. Jänner 2021 wurde bekanntgegeben, dass Johann Marihart per 31. Mai 2021 als Vorstandsvorsitzender in Pension geht, er war fast 30 Jahre in dieser Funktion, in dieser Zeit hat sich der Umsatz der Agrana versiebenfacht. Sein Nachfolger wurde Markus Mühleisen mit einem Vertrag für 3 Jahre.
Am 4. Dezember 2023 wurde Stephan Büttner vom Aufsichtsrat zum neuen Vorstandsvorsitzenden bestellt. Er trat seine Funktion per 1. Jänner 2024 an. Markus Mühleisen hatte sich entschieden, sein am 31. Mai 2024 auslaufendes CEO-Mandat nicht zu verlängern.
Die Agrana gab am 12. März 2025 bekannt, die Standorte Leopoldsdorf und Hrušovany (Tschechien) mit sofortiger Wirkung zu schließen. Betroffen waren 120 bzw. 150 Beschäftigte.

## Aktionäre
Eigentümer der Agrana ist zu 78,34 % des Grundkapitals die Agrana Zucker, Stärke und Frucht Holding AG (AZSFH). Der deutsche Zuckerkonzern Südzucker hält unmittelbar (2,74 %); die restlichen Aktien befinden sich in Streubesitz (18,92 %).
An der AZSFH sind zum einen Südzucker mit 50 %, zum anderen die Zucker-Beteiligungsgesellschaft m.b.H. (ZBG), Wien, mit 50 % abzüglich einer Aktie, die von der Agrana Zucker GmbH, einer Tochter wiederum der Agrana Beteiligungs-AG, gehalten wird, beteiligt. An der ZBG halten die „ALMARA“ Holding GmbH, eine Tochtergesellschaft der Raiffeisen-Holding Niederösterreich-Wien reg. Gen. mbH, die Marchfelder Zuckerfabriken Ges.m.b.H., die Rübenproduzenten Beteiligungs GesmbH und die Leipnik-Lundenburger Invest Beteiligungs AG, jeweils Wien, Beteiligungen. Südzucker hält eine effektive Beteiligung (mittel und unmittelbar) von 41,9 %, kann die Agrana-Gruppe in ihren Jahresabschluss aber vollkonsolidieren, da sie ausreichend Kontrollrechte verfügt.

## Standorte (Auszug)
Agrana betreibt sechs Zucker- und vier Stärkefabriken in Mitteleuropa sowie weltweit über 40 Produktionsstandorte im Geschäftsbereich Frucht.

### Europa
- Deutschland: Bingen am Rhein (Saftkonzentrat, vormals Wink-Gruppe), Konstanz (Frucht)
- Österreich: Wien (Holding), Tulln (Zucker und Forschung & Entwicklung), Aschach (Maisstärke), Gmünd (Stärke), Gleisdorf, Kröllendorf (Frucht), Pischelsdorf (Bioethanol und Stärke), Dürnkrut (Instantgetränkepulver, Sirupe)
- Bosnien-Herzegowina: Brčko (Zucker)
- Frankreich: Mitry-Mory, Valence (Frucht)
- Polen: Ostrołęka (Frucht), Białobrzegi, Lipnik, Góra Kalwaria (Saftkonzentrat)
- Rumänien: Vaslui (Saftkonzentrat), Buzău, Roman (Zucker)
- Russland: Serpukhow (Frucht)
- Slowakei: Sereď (Zucker)
- Tschechien: Opava (Zucker)
- Türkei (Frucht)
- Ukraine: Winnyzja (Frucht, Saftkonzentrat), Luka-Meleschkiwska (Frucht)
- Ungarn: Kaposvár (Zucker), Érsekhalma, Vásárosnamény, Hajdúsámson, Anarcs (Saftkonzentrat), Szabadegyháza (Stärke, Bioethanol)

### Afrika
- Marokko: Laouamra (Frucht)
- Ägypten (Frucht)
- Südafrika (Frucht)
- Algerien: Akbou (Frucht)

### Amerika
- Argentinien (Frucht)
- Brasilien (Frucht)
- Mexiko: Jacona (Frucht)
- USA: Botkins OH, Centerville TN, Fort Worth TX, Lysander NY (alle: Frucht)[10]

### Asien und Australien
- China (Frucht)
- Indien (Frucht) (seit 2017)[11]
- Japan (Frucht)[12]
- Südkorea (Frucht)
- Australien (Frucht)

## Agrana Research & Innovation Center

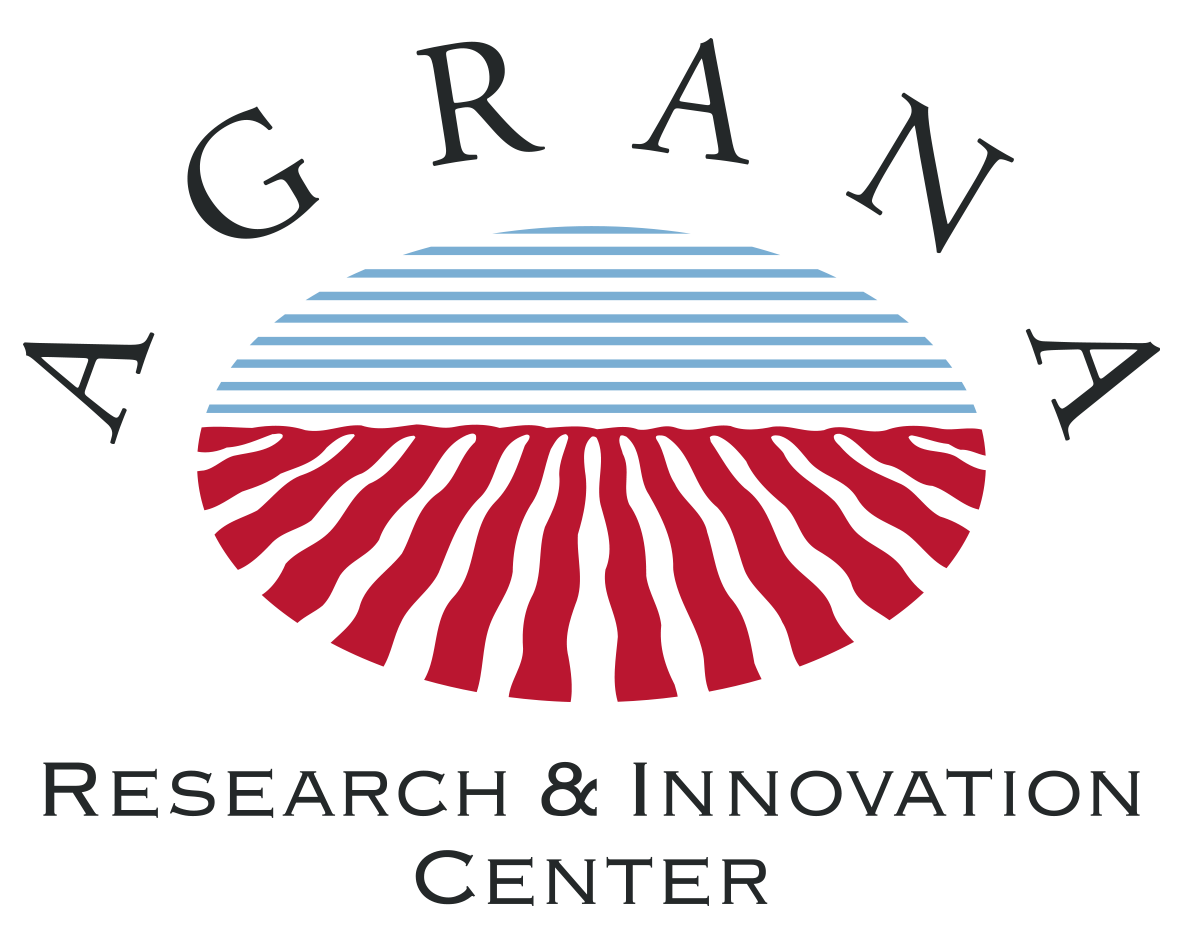
Logo von ARIC

Die Agrana Research & Innovation Center (ARIC) ist das Forschungs- und Entwicklungsunternehmen der Agrana für die Bereiche Stärke, Bioethanol, Zucker und Frucht, befindet sich unmittelbar neben dem Gelände der Zuckerfabrik Tulln und ist aktives Mitglied des Technopol Tulln, einem Kompetenzzentrum für Agrar- und Umweltbiotechnologie in Niederösterreich. ARIC ist als eigenständiges Unternehmen (GmbH) in der Agrana organisiert und ist eine 100-%-Tochter der Agrana Beteiligungs-AG (AB).
Das Agrana Research & Innovation Center mit ca. 90 Mitarbeitern ist das zentrale Forschungs- und Entwicklungszentrum für die Agrana-Gruppe. Sie ist auch national und international als Dienstleister im Bereich Forschung und Entwicklung in vielen Branchen tätig.
Die Schwerpunkte der Tätigkeit liegen in der Bereitstellung, Verarbeitung und Anwendung landwirtschaftlicher Produkte sowohl im Lebensmittelbereich als auch im Bereich nachwachsender Rohstoffe für technische Zwecke.

## Marken
In Österreich wird der Zucker seit 1987 unter der Marke Wiener Zucker vertrieben, bis 1994 auch unter dem Markennamen Natürlich Zucker. Die Bildmarke Wiener Zucker wurde 2000 angemeldet. In anderen Ländern werden andere Markennamen verwendet, so z. B. in Tschechien, Slowakei und Ungarn die landessprachlichen Entsprechungen von Kronen Zucker.